# Cikháj
Cikháj är en ort i Tjeckien.   Den ligger i regionen Vysočina, i den centrala delen av landet, 120 km öster om huvudstaden Prag. Cikháj ligger 665 meter över havet och antalet invånare är 116.
Terrängen runt Cikháj är platt söderut, men norrut är den kuperad. Terrängen runt Cikháj sluttar västerut. Runt Cikháj är det ganska tätbefolkat, med 160 invånare per kvadratkilometer. Närmaste större samhälle är Žďár nad Sázavou, 9,3 km söder om Cikháj. Omgivningarna runt Cikháj är en mosaik av jordbruksmark och naturlig växtlighet.